# Маями Оупън 2015
Маями Оупън 2015 е 31–вото издание на Маями Оупън. Турнирът е част от сериите Мастърс на ATP Световен Тур 2015 и категория Задължителни висши на WTA Тур 2015. Провежда се в американския град Маями от 24 март до 5 април 2015 г.

## Сингъл мъже
- Новак Джокович побеждава  Анди Мъри с резултат 7–6(7–3), 4–6, 6–0.

## Сингъл жени
- Серина Уилямс побеждава  Карла Суарес Наваро с резултат 6–2, 6–0.

## Двойки мъже
- Боб Брайън /  Майк Брайън побеждават  Вашек Поспишил /  Джак Сок с резултат 6–3, 1–6, [10–8].

## Двойки жени
- Мартина Хингис /  Саня Мирза побеждават  Екатерина Макарова /  Елена Веснина с резултат 7–5, 6–1.